# ایتاجو دو کلونیا
ایتاجو دو کلونیا (به پرتغالی: Itaju do Colônia) یک منطقهٔ مسکونی در برزیل است که در باهیا واقع شده‌است. ایتاجو دو کلونیا ۶٬۵۹۶ نفر جمعیت دارد.